# Dan Goldman
Daniel Sachs Goldman, dit Dan Goldman, né le 6 février 1976 à Washington, est un avocat et homme politique américain. Membre du Parti démocrate, il représente le dixième district congressionnel de New York à la Chambre des représentants des États-Unis depuis 2023.

## Vie privée
Goldman est un résident de Manhattan où il vit avec sa femme Anne Montminy.